# Iloti
Gli Iloti (in greco antico: Εἱλῶται o Εἱλῶτες?) erano, nel sistema sociale di Sparta, una parte della popolazione del territorio dominato dalla polis greca vivente in stato di schiavitù.

## Storia
Secondo commentatori antichi e moderni, sarebbero i discendenti di coloro che abitavano la Laconia prima dell'invasione e della conseguente sottomissione da parte dei Dori, verificatasi attorno al X secolo a.C., a cui poi si aggiunsero, nell'VIII e VII secolo, gli abitanti della Messenia, dopo la conquista della loro regione ad opera di Sparta. Secondo un'ipotesi, l'etimologia del nome deriverebbe da Elo, una città della Laconia conquistata all'inizio dell'espansione spartana. Altri, distinguendo una radice el nel nome, col significato di «prendere», intendono il termine Iloti nel significato de «i conquistati». Secondo la versione dell'invasione dorica fornita dallo storico Eforo di Cuma, riferita da Strabone, gli Iloti sarebbero coloro che opposero resistenza ai Dori, rifiutando di essere sottomessi, e che quindi ne pagarono il prezzo; diversamente, agli altri abitanti, che non ostacolarono l'insediamento, fu riservato un trattamento migliore, permettendo una vita in periferia, da cui il nome di Perieci, con la possibilità di svolgere liberamente attività artigianale e commerciale, tuttavia in dipendenza politica da Sparta.
Nella loro condizione di schiavi di proprietà dello Stato, gli Iloti erano destinati quotidianamente ai lavori agricoli, soprattutto, e ai lavori domestici, in una società in cui i cittadini (ovvero la categoria degli Spartiati, unica a detenere pieni diritti) vivevano della rendita delle proprie terre, con unica occupazione le preparazioni e le imprese militari. Potevano entrare anche nelle file dell'esercito spartano, oltre al ruolo di addetti al vettovagliamento, per essere armati alla leggera o anche come opliti. Gli Iloti hanno dunque costituito un tipo di schiavitù collettiva che tendeva a un conflitto potenziale perenne e rilevante, viste le differenze numeriche fra le due parti. Le proporzioni non si sanno con certezza: Erodoto (IX, 10, 29) racconta che nella battaglia di Platea ad ogni oplita Spartiate erano assegnati sette Iloti ma si immagina che dovevano essere in numero superiore; sicuramente oltrepassavano di molto l'intera popolazione libera dello Stato.
Ogni anno gli efori dichiaravano guerra agli Iloti, un atto rituale che formalizzava lo stato dei rapporti fra le due classi e rendeva lecito commettere aggressioni senza compiere un sacrilegio. Un esempio della volontà di riscatto degli Iloti si ebbe in occasione del terremoto avvenuto probabilmente nel 464 o 463 a.C., quando gli Iloti approfittarono del sisma per ribellarsi attestandosi sulla montagna-fortezza di Itome (Tucidide, I, 101, 2). La loro posizione, a causa del tipico conservatorismo spartano, non migliorò mai. Tucidide (IV, 80, 3) cita un episodio risalente al 424 a.C. in cui fu proposto agli Iloti inviati in operazioni militari nell'Attica di sottoporsi a un giudizio se ritenevano di aver dato prova di valore; fu loro promesso di dare la libertà a chi fosse stato giudicato meritevole, ma l'intenzione reale sarebbe stata quella di metterli alla prova, identificando in coloro che si fossero mostrati tanto orgogliosi da rivendicare il proprio operato anche i più inclini a ribellarsi. Dopo averne scelti duemila, gli spartiati fecero loro fare il giro dei templi incoronati, dopo di che di loro non si seppe più nulla.